# Matitjahu Adler
Matitjahu Adler (hebrejsky מתתיהו אדלר‎, 1920–2004) byl izraelský politik a diplomat.

## Biografie
Narodil se v Praze 18. června 1920 v rodině rabína dr. Šimona Adlera jako Max Adler. Roku 1939 vycestoval do tehdejší mandátní Palestiny. Studoval na Hebrejské univerzitě v Jeruzalémě obecnou a židovskou historii, literaturu a sociologii.
Od roku 1941 sloužil v rámci Hagany v mandátní policii. Po založení státu (1948) působil na ministerstvu vnitra. V roce 1961 byl vyslán jako poradce do nově vzniklých států východní Afriky. V letech 1963–1985 působil ve vedení Bar-Ilanovy univerzity. Mezi lety 1980–1983 byl izraelským velvyslancem ve Švýcarsku. V období 1986–2004 vedl Touro College v Jeruzalémě.
Se ženou Jehudit měli tři děti, mj. rabína Šim'ona Adlera, řídícího oddělení náboženského vzdělávání na ministerstvu školství. Spolu s bratrem, rabínem Sinajem Adlerem, napsali knihu o životě svých rodičů.
Zemřel 12. února 2004, několik měsíců po smrti své ženy.